# 菲律宾人
菲律宾人為擁有菲律賓共和國國籍者、菲律賓境內的民族、族群與擁有菲律賓血統者。在菲律宾國內约有92,000,000人 ，菲律宾境外則约有11,000,000人。“Filipino”一词得名于西班牙国王菲利普二世。大部分菲律宾人自称「Pinoy」（女性自称「Pinay」），这是一个俚语单词，由「Pilipino」的最后4个字母以及后缀"-y"组成。
最早的菲律賓人其實是指在菲律賓出生的西班牙人，在菲律賓革命後指所有在菲律賓生活的公民。

## 历史
菲律宾已知的最早人类生活在距今约40,000年前。该远古人类头骨与下颌骨的化石碎片，由北美人类学家罗伯特·福克斯博士于1960年代发现。
约30000年前，矮黑人开始在菲律宾群岛定居。他们是今天阿埃塔人等民族的祖先。 2,000 年前，台湾原住民开始在菲律宾上定居。菲律宾的土著居民与其他亚洲人也有接触，如马来人，华人，印度人等。
从13世纪开始，来自马来西亚、印尼地区的穆斯林商人将伊斯兰教带入菲律宾。大部分土著人奉行泛灵论与伊斯兰教。土著村庄由拉者、达图、苏丹统治，那些信仰伊斯蘭教的則成為摩洛人。
从16世纪开始，菲律宾进入西班牙殖民时代。早先的西班牙定居者包括来自西班牙与墨西哥的探险家、士兵等。“菲律宾”即以西班牙国王的名字命名。1898年美西战争后，美国取得菲律宾的控制权。
由于各国间的人口流动，菲律宾人在欧洲、美洲、大洋洲皆有分布。

### 遗传史
菲律宾人是东南亚岛屿和马来半岛的一个讲南岛语的族群。 2021/2022 年的一项研究得出结论，一个独特的东亚祖先血统（有时称为“东亚和东南亚血统”（ESEA））起源于东南亚大陆，大约在公元前 50,000 年，并在多个波浪中分别向南和向北扩展.这个人口是现代东亚和东南亚人、波利尼西亚人和西伯利亚人的祖先，但与欧洲人或澳大利亚原住民不同。早期东亚血统，以及后来的南亚稻农，在南岛扩张之前就已经扩散到东南亚沿海地区。南岛语使用者本身被认为是在公元前 10,000 至 7,000 年间从中国南部沿海抵达台湾和菲律宾北部，并从那里传播到整个东南亚岛屿。作者得出的结论是，现代说南岛语的民族，如菲律宾人，其祖先主要来自早期东亚人、来自东南亚大陆的说南岛语的移民以及来自菲律宾的说南岛语的海员。

## 语言
按照《民族语》记载，菲律宾人使用大约180种语言。菲律宾宪法规定菲律宾语为菲律宾的国语，菲律賓語与英语为官方语言。

## 血源
純種菲律賓土著已經非常罕見，現今絕大部份菲律賓人皆為混血，當中混入了西班牙、中國、美國等血統。

### 菲律宾华人
菲律賓華人，可以說遍佈全菲各地。據統計，目前在菲律賓人口的華人約有百萬，其中先祖來自福建閩南者（泉州、漳州、廈門）十之八九，當中又以泉州為最。
根據人類學家所作的這項研究，遍處東南亞地區的華人，與當地人種混血出生最多的，首推泰國，其次為菲律賓，在菲律賓民族中，華人血統約佔20%；以菲律賓現有九千五百萬人口來說，有華人血統的，应该超過一千五百萬人。過去由於漢學教育不發達，大部份具華人血統的，鮮有機會接受華文教育，也由於信奉天主教，結果同化成純粹的菲律賓人。其中只有四分之一含有中國血統的，因為接受華語教育而未徹底同化。
如果依照氣質和文化的觀點來說，目前凡是自認為華人、身處華人社會、保持華人傳統生活習俗、加入華人社團、在家裏和華人社群場所說華語或漢語方言、有意讓子女接受華文教育、以華人為子女選擇婚配主要對象、保有其成為華人的條件和傾向的華人，在菲律賓大約有六十萬至八十萬人；其中聚居在馬尼拉大都會（Metro Manila）者，約佔百分之六十，散居在各地的，約佔百分之四十。如果加上跟這許多所認定華人標準比較接近，或是有間接關係含有中國血統者，放寬認定的標準，目前菲律賓華人的總數，當於百萬以上。
在所有菲律賓華人之中，不論其已否菲化，百分之八、九十以上屬閩南裔；其餘約百分之十，以廣東籍為多，其它省籍為數無幾。閩南語（當地稱福建話）是菲華社區的通行語。
福建籍華人中，以原屬泉州府的三邑（晉江縣、惠安縣、南安縣）等縣最多，大部份居住在呂宋島，尤其是大馬尼拉地區，所經營的工商業和文教事業，也以在大馬尼拉地區的最為發達。原屬泉州府同安縣（今廈門市和金門縣）、漳州府龍溪縣、海澄縣（今合併為龍海市）等，大多數在中部維薩亞斯地區的宿霧等地，和棉蘭老島各處。
臺灣人因對菲律賓有投資事業，投資人眷屬及應聘前來之經營管理或製造技術人員，早年來菲人數不少；但近年來已逐漸減少，陸續被中國大陆與越南等其他國家和地區的產業所取代。

## 海外侨民
全世界有八百多萬海外菲律賓僑民，佔總人口10%。考慮到非法滯留的移動人口，實際數字可能更高，有可能是一千一百萬。每年，有超過一百萬菲律賓人在海外工作。菲律賓僑民人口是世界第三，在中國（3千5百萬）與印度（2千2百萬）之後。

## 出版物
- Peter Bellwood. . Scientific American. 1991年7月, 265: 88–93.
- Bellwood, Peter; Fox, James; & Tryon, Darrell. . Department of Anthropology, Australian National University. 1995. ISBN 0-7315-2132-3.
- Peter Bellwood. . Review of Archaeology. 1998, 18: 39–48.